# استان سن مارکوس
استان سن مارکوس (به اسپانیایی: Provincia de San Marcos) یک استان در پرو است که در منطقه کاخامارکا واقع شده‌است. استان سن مارکوس ۱٬۳۶۲٫۳۲ کیلومتر مربع مساحت و ۴۸٬۱۰۳ نفر جمعیت دارد.